# Reazione di Maillard
La reazione di Maillard è una reazione chimica tra amminoacidi e zuccheri riducenti che crea melanoidine, i composti che conferiscono al cibo dorato il suo sapore caratteristico. Bistecche rosolate, ravioli fritti, biscotti, pane, marshmallow tostati, falafel e molti altri alimenti subiscono questa reazione. Prende il nome dal chimico francese Louis Camille Maillard, che la descrisse per primo nel 1912 mentre tentava di riprodurre la sintesi proteica biologica. La reazione è una forma di imbrunimento non enzimatico che in genere procede rapidamente da circa 140 °C fino a 165 °C. Molte ricette richiedono una temperatura del forno sufficientemente alta da garantire che si verifichi una reazione di Maillard. A temperature più elevate, la caramellizzazione (l'imbrunimento degli zuccheri, un processo distinto) e successivamente la pirolisi (la rottura finale che porta alla combustione e allo sviluppo di sapori acri) diventano più pronunciate.
Il gruppo carbonilico reattivo dello zucchero reagisce con il gruppo amminico nucleofilo dell'amminoacido e forma una miscela complessa di molecole poco caratterizzate, responsabili di una gamma di aromi e sapori. Questo processo è accelerato in un ambiente alcalino (ad esempio usando la liscivia applicata per scurire i brezel), poiché i gruppi amminici (RNH+3 → RNH2) sono deprotonati e quindi hanno una nucleofilia aumentata. Questa reazione è alla base di molte ricette utilizzate nell'industria degli aromi. Ad alte temperature si può formare un probabile cancerogeno chiamato acrilammide. Ciò può essere scoraggiato utilizzando a una temperatura più bassa, aggiungendo asparaginasi o iniettando anidride carbonica.
Durante la cottura, le reazioni di Maillard possono produrre centinaia di composti aromatici diversi, a seconda dei costituenti chimici presenti negli alimenti, della temperatura, del tempo di cottura e della presenza di aria. Questi composti, a loro volta, spesso si decompongono formando altri composti aromatici. Nel corso degli anni, gli scienziati hanno utilizzato la reazione di Maillard per creare aromi artificiali, e la maggior parte dei brevetti riguarda la produzione di aromi simili a quelli della carne.

## Utilizzi

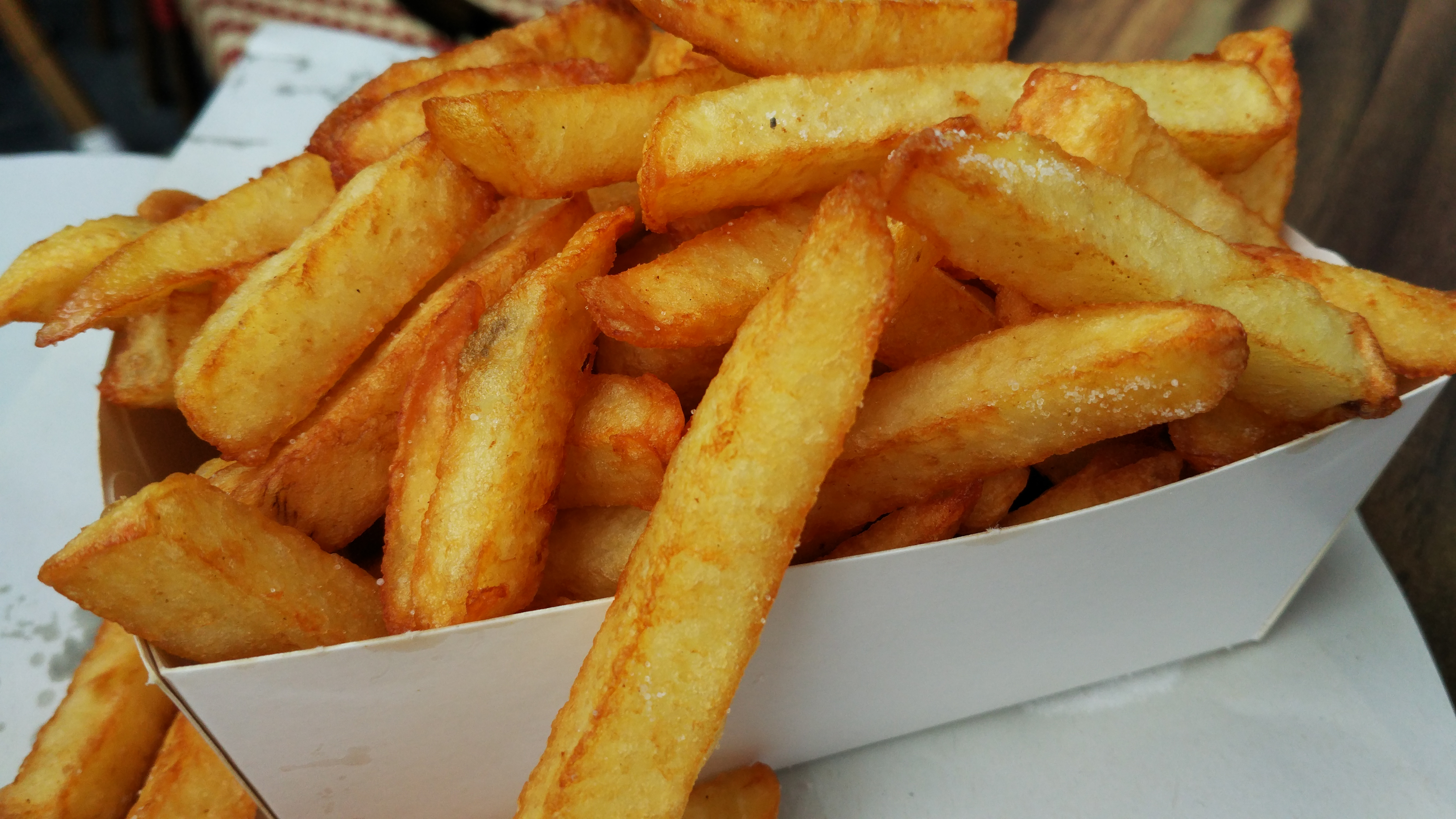
La preparazione delle patatine fritte ad alta temperatura può portare alla formazione di acrilammide.

Talvolta è grazie a questi composti che preferiamo un prodotto da forno a un altro: siamo attratti dal colore marrone bruno, ma non tanto dal giallino/bianco che interpretiamo come non abbastanza cotto o dal marrone molto scuro/nero che interpretiamo come bruciato. Come spesso accade nel mondo delle tecnologie alimentari, è il binomio tempo e temperatura a condizionare maggiormente l'aspetto e il gusto del prodotto. Questa reazione può essere desiderata in certi alimenti come appunto il pane, ma potrebbe essere ottenuta anche in alimenti in cui non è desiderata, come nel caso del latte. In quest'ultimo caso è riconoscibile dal tipico odore di cotto.
In campo cosmetico la reazione di Maillard è sfruttata dagli autoabbronzanti o prolungatori di abbronzatura di origine sintetica, come diidrossiacetone (DHA), gliceraldeide ed eritrulosio. Queste sono di per sé sostanze incolori e reagiscono con gli amminoacidi della cheratina generando imbrunimento, che poi è l'effetto desiderato. Dove c'è maggiore concentrazione di cheratina danno colorazione più scura.
La reazione di Maillard è responsabile di molti colori e sapori negli alimenti, come la doratura di varie carni quando vengono rosolate o grigliate, la doratura e il sapore umami delle cipolle fritte e la tostatura del caffè. Contribuisce a scurire la crosta dei prodotti da forno, a dare il colore dorato alle patatine fritte, a imbrunire l'orzo maltato presente nel whisky di malto e nella birra e a conferire colore e sapore al latte in polvere e condensato, al dulce de leche, al toffee, all'aglio nero, al cioccolato, ai marshmallow tostati e alle arachidi tostate.
La 6-acetil-2,3,4,5-tetraidropiridina è responsabile del sapore simile a quello dei biscotti o dei cracker presente nei prodotti da forno come pane, popcorn e tortillas. Il composto strutturalmente correlato 2-acetil-1-pirrolina ha un odore simile e si trova anch'esso in natura senza riscaldamento. Il composto conferisce alle varietà di riso cotto e al pandano (Pandanus amaryllifolius) il loro odore tipico. Entrambi i composti hanno soglie di rilevamento dell'odore inferiori a 0,06 nanogrammi per litro.
Le reazioni di imbrunimento che si verificano quando la carne viene arrostita o scottata sono complesse e si verificano principalmente tramite la reazione di Maillard con contributi di altre reazioni chimiche, tra cui la rottura degli anelli tetrapirrolici della proteina muscolare mioglobina. Le reazioni di Maillard si verificano anche nella frutta secca e quando lo champagne invecchia in bottiglia.
La caramellizzazione è un processo completamente diverso dalla reazione di Maillard, anche se i risultati dei due processi sono talvolta simili a occhio nudo (e alle papille gustative). Talvolta la caramellizzazione può causare l'imbrunimento degli stessi alimenti in cui avviene la reazione di Maillard, ma i due processi sono distinti. Entrambe sono promosse dal riscaldamento, ma la reazione di Maillard coinvolge gli amminoacidi, mentre la caramellizzazione consiste nella pirolisi degli zuccheri.

## Fasi della reazione
La reazione può essere suddivisa in tre fasi principali:
1. Il gruppo carbonilico dello zucchero reagisce con il gruppo amminico dell'amminoacido, producendo glicosilammina N-sostituita e acqua
2. La glicosilammina instabile subisce un riarrangiamento di Amadori, formando chetosammine
3. Le chetosammine possono quindi reagire ulteriormente in diversi modi:
  - Producendo due molecole d'acqua e reduttoni
  - Formando diacetile, piruvaldeide e altri prodotti di fissione idrolitica a catena corta
  - Producendo polimeri azotati marroni e melanoidine

### Prima fase
È caratterizzata dalla reazione del carbonio carbonilico di uno zucchero riducente con un gruppo amminico di un amminoacido N-terminale di una proteina, con la conseguente formazione di una glicosilammina. Dal punto di vista delle caratteristiche sensoriali, in questa fase non si ha la formazione di composti colorati o profumati.

### Seconda fase
In questa fase si possono avere un gran numero di reazioni che sono influenzate da fattori come la temperatura e il pH. Le reazioni sono difficili da studiare e descrivere, e possono seguire numerosi percorsi diversi.
I prodotti del riarrangiamento di Amadori a catena aperta subiscono ulteriore disidratazione e deaminazione per produrre dicarbonili. Si tratta di un passaggio intermedio cruciale.

### Terza fase
In questa fase, l'ultima, si ha il più alto grado di imbrunimento possibile per l'alimento. Si formano a questo stadio le melanoidine, sostanze colorate in giallo-bruno, a contenuto di azoto variabile poiché possono derivare da composti diversi, ad alto peso molecolare ed insolubili. A questa fase si giunge dopo che le molte specie a basso peso formatesi nelle due fasi precedenti reagiscono tra loro, ad esempio per condensazione di aldeidi e chetoni. Le melanoidine sono responsabili del colore bruno della crosta dei prodotti da forno e delle striature della carne ai ferri. Se la temperatura è troppo elevata si formano sostanze nocive come l'acrilammide e l'idrossimetilfurfurale.

L'acrilammide, un possibile cancerogeno per l'uomo, può essere generato come sottoprodotto della reazione di Maillard tra zuccheri riducenti e amminoacidi (specialmente l'asparagina), entrambi presenti nella maggior parte dei prodotti alimentari.

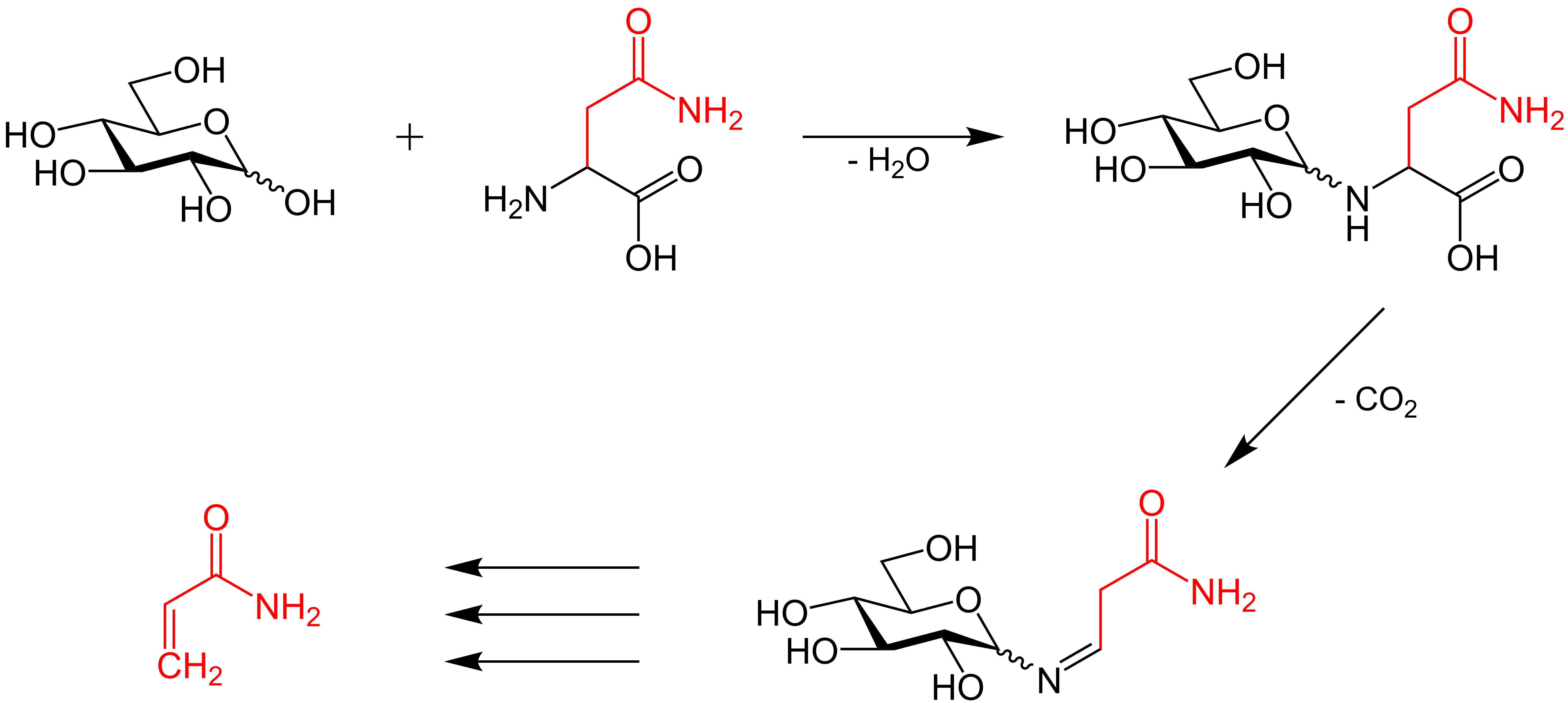
La reazione di Maillard che converte l'asparagina in acrilammide